# Odessa Airlines
Odessa Airlines was een Oekraïense luchtvaartmaatschappij met thuisbasis in Odessa.

## Geschiedenis
Odessa Airlines werd opgericht in 1996.
De maatschappij staakte haar activiteiten in 2006.

## Vloot
De vloot van Odessa Airlines bestaat uit: (maart 2007)
- 2 Yakolev Yak-40()
- 1 Antonov AN-140(A)